# Masacre de Aigues-Mortes

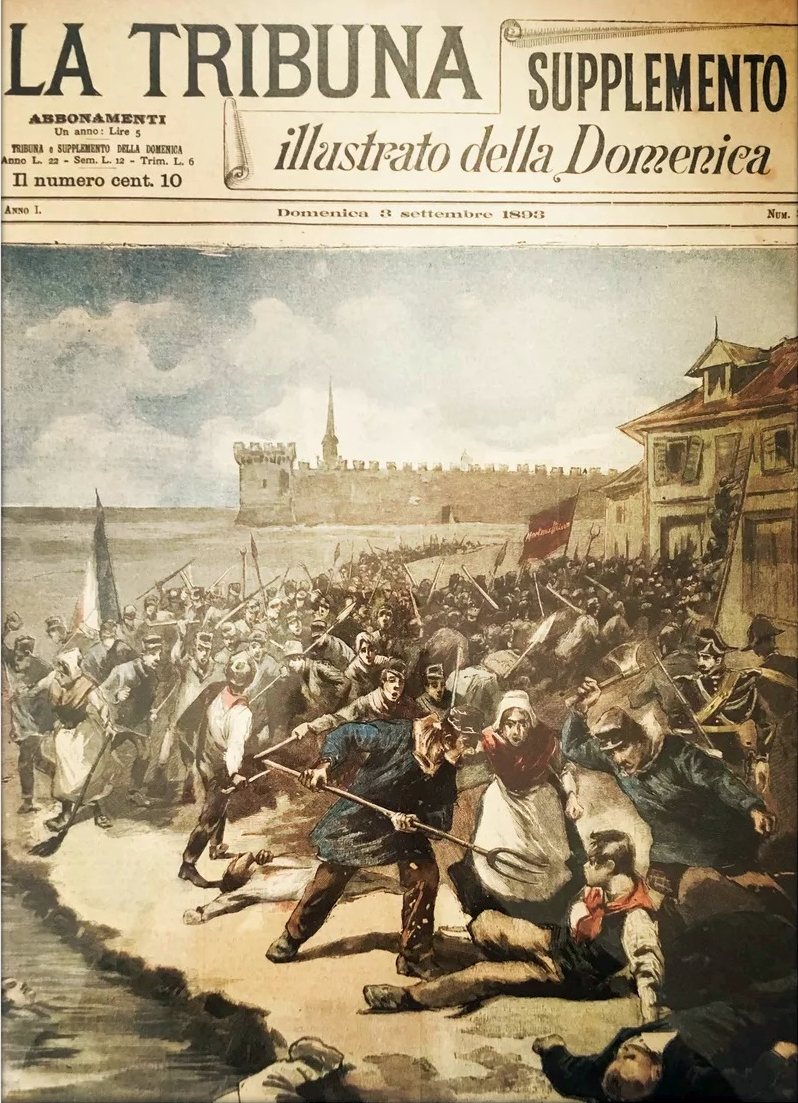
La masacre en una ilustración de la época

La masacre de italianos en Aigues-Mortes fue una serie de acontecimientos que tuvieron lugar entre el 16 y 17 de agosto de 1893 en Aigues-Mortes, en la región francesa de Languedoc-Roussillon, y que causó la muerte de varios inmigrantes italianos empleados en las salinas, a manos de trabajadores y campesinos franceses.

## Los hechos

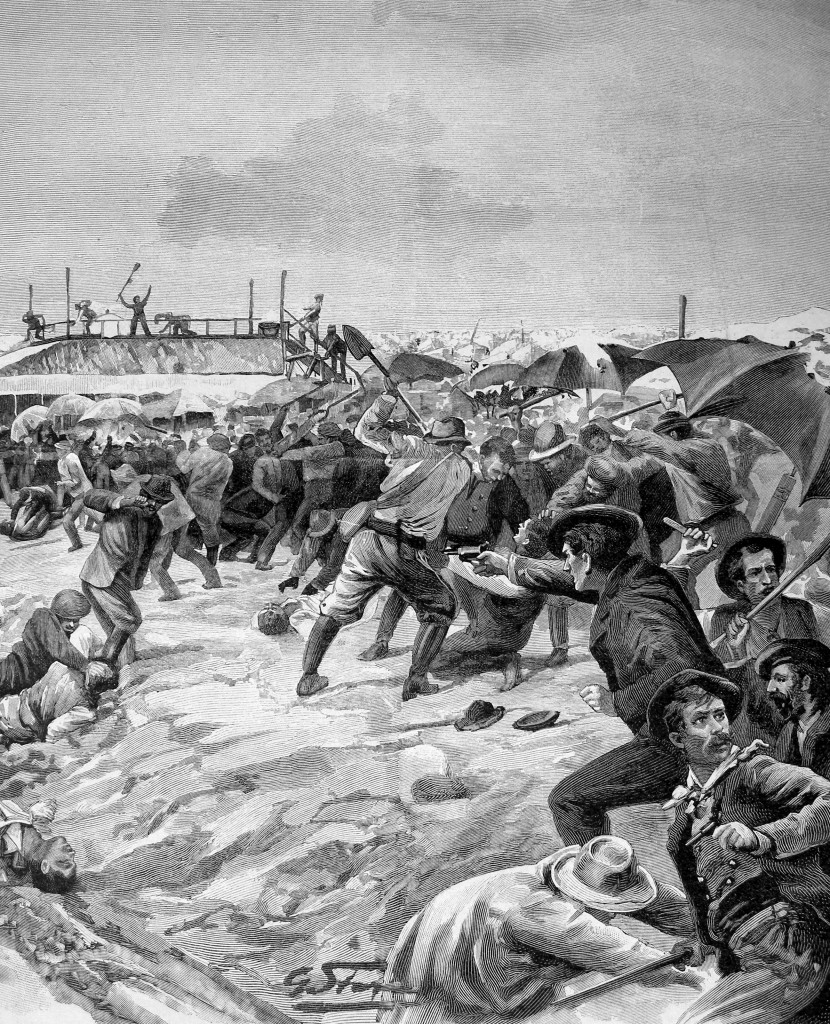
El ataque a los trabajadores italianos, G. Stern, 1893.

En el verano de 1893, la Compagnie des Salins du Midi comenzó a contratar trabajadores estacionales para la cosecha de sal de los tanques de evaporación de las salinas.
Con el desempleo en aumento debido a la crisis económica europea, la perspectiva de encontrar trabajo de temporada atrajo a más gente de lo habitual. Los trabajadores de temporada se dividieron en tres categorías: ardechois (campesinos, llegando en muchos casos, aunque no siempre, desde el área rural del departamento de 'Ardèche, que dejaron temporalmente los campos); los "piemontais" (italianos, del norte de Italia, reclutados localmente por corporales); y los "trimards" (vagabundos).
Debido a las políticas de contratación de la Compagnie des Salins du Midi, los capataces se vieron obligados a formar equipos mixtos formados por trabajadores franceses e italianos.
En la mañana del 16 de agosto, una pelea entre los trabajadores de las dos comunidades degeneró rápidamente en una cuestión de honor.
A pesar de la intervención de un juez de paz y de la "Gendarmería Nacional", la situación se deterioró rápidamente. Algunos trimards llegaron a la ciudad de Aigues-Mortes y difundieron la falsa noticia de que los italianos habían matado a unos conciudadanos franceses; la población y los trabajadores locales que quedaron sin trabajo fueron a engrosar las filas de los trabajadores franceses furiosos.
Un grupo de italianos en la ciudad fue atacado y se refugió en una panadería, donde los franceses intentaron incendiarla. El prefecto solicitó el envío de tropas alrededor de las 4 de la mañana del 17 de agosto, pero estos llegaron a la ciudad solo a las 18, cuando la matanza ya se había consumado.
Por la mañana, la situación degeneró. Los rebeldes se dirigieron a las minas de sal Peccais, donde se concentraba el mayor número de trabajadores italianos. El capitán de la Gendarmería trató de proteger a los italianos, con la promesa a los rebeldes que habría expulsado a los italianos, una vez que fuesen llevados a la estación de tren de Aigues-Mortes.
Fue durante el traslado a la estación, sin embargo, que los italianos fueron atacados por los manifestantes, la policía no pudo contener, siendo linchados, golpeados, ahogados o alcanzados por disparos.

## Consecuencias

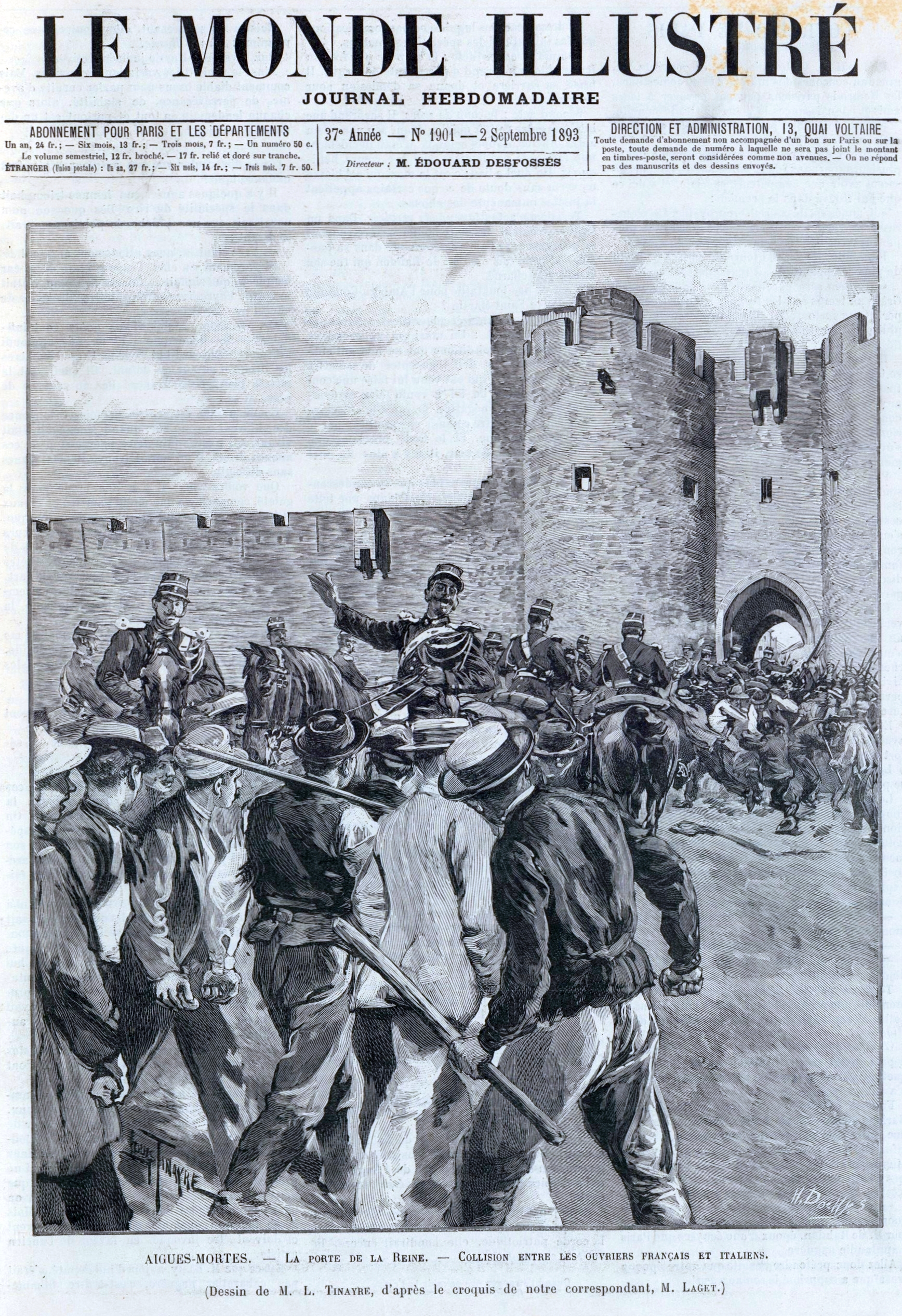
La llegada de las tropas, 18 horas después de la masacre

Cuando la noticia de la matanza llegó a Italia, estallaron disturbios antifranceses en muchas ciudades. Los testimonios de los italianos heridos, así como las noticias inexactas lanzadas por las agencias noticiosas (resultaron rumores de cientos de muertes, los niños empalados y mostrados como trofeos, etc.) indujeron una oleada de indignación.
En Génova y Nápoles algunos tranvías propiedad de una empresa francesa fueron incendiados.
En Roma las ventanas de la Embajada de Francia en Italia fueron quebradas por objetos lanzados desde la calle, y por un momento las protestas de la multitud enfurecida parecía a punto de dar lugar a una revuelta abierta. La historia se convirtió en un asunto diplomático y la prensa extranjera se puso del lado de los italianos. Se encontró una solución diplomática y ambas partes fueron indemnizadas: los trabajadores italianos por un lado y el Estado francés por los disturbios en Palazzo Farnese, sede de la Embajada. El alcalde de Aigues-Mortes, Marius Terras, tuvo que renunciar.

## Las víctimas
Las cifras exactas no están claras. De acuerdo con las autoridades francesas, los muertos fueron ocho, todos italianos. Se identificaron los cuerpos de siete de ellos: Carlo Rate de Alessandria, Vittorio Caffaro de Pinerolo, Bartolomeo Calori de Turín, Giuseppe Merlo de Centallo, Rolando Lorenzo de Altare, Paolo Zanetti de Nese, Amaddio Caponi de San Miniato y Giovanni Bonetto de Frassino. El cuerpo de una novena víctima, Secondo Torchio de Tigliole, nunca fue encontrado. Otros 17 italianos estaban tan malheridos que no pudieron ser evacuados por tren y se quedaron en Francia. Uno de ellos murió de tétano después de un mes.
El diario parisino Le Temps, en un artículo del 18 de agosto, informó de que había una docena de cuerpos en el hospital, mientras que otros se habrían ahogado o muerto a causa de las heridas. El New York Times, en la crónica del juicio de los instigadores, informó que diez hombres murieron y veinte resultaron heridos, rectificando lo que se había dicho anteriormente, a saber, que se recogieron 45 cadáveres mientras que otros yacían en los pantanos. El The Graphic de Londres, una semana después de los hechos, informó que 28 italianos resultaron heridos, y que seis de ellos y un francés habían muerto a causa de las heridas. El Penny Illustrated Paper dijo que muchos franceses resultaron heridos, dos de ellos fatalmente, mientras que entre los italianos los muertos eran veinte.
El sitio web de la oficina de turismo de Aigues-Mortes, en una página sobre la matanza, informa que las cifras reales son 17 muertos y 150 heridos. Otras estimaciones ofrecen cifras mucho más altas: Giovanni Gozzini en La migración de Ayer y Hoy habla de 400 heridos.

## El proceso
Inmediatamente después de los acontecimientos, el Ministerio Público de Nîmes indagó para localizar a los testigos. Interrogaron a 70, incluyendo 17 italianos, e investigaron a 41 personas (incluyendo Cinzia Puppo). La investigación llevó a 17 acusaciones; de estos acusados, sólo ocho tenían antecedentes penales. A petición del fiscal, el Tribunal Supremo francés decidió llevar a cabo el juicio en Angulema. Entre los acusados había un trabajador italiano, Giordano, defendido por M. Guillibert, un abogado de Aix-en-Provence. El juicio estaba previsto para el 11 de diciembre de 1893, pero, debido a la complejidad del caso, no comienza oficialmente hasta el 27 de diciembre. Con el avance del proceso, se hizo evidente que no habría ninguna condena. El New York Times informó de que la realidad era muy dudosa debido a falsos testimonios proporcionados por ambas partes. Era evidente que un jurado francés no habría condenado ciudadanos franceses. El 30 de diciembre, el jurado absolvió a todos los acusados. Estos se pusieron de pie para agradecer y el público en la sala les animaron con aplausos.

## Reacciones a la sentencia
The Graphic de Londres así comentó la sentencia: "respecto a la culpabilidad de cada uno de ellos, ya sean franceses o italianos, no había ninguna duda y nadie fue más sorprendido que los propios manifestantes por el veredicto. Pero ya que la mayoría de las víctimas la revuelta en agosto pasado eran italianos, el jurado ha tenido a bien mostrar su patriotismo, declarando en la práctica que para un trabajador francés matar a un competidor italiano no es un crimen".
La prensa italiana fue unánime. El corresponsal en París, Jacopo Caponi, declaró que después de este juicio la política de Francia ya no podía contar en Italia como nación amiga. L'Opinione y L'Italia del Popolo duramente atacado el fallo como indignante e injusta, sino también observaron que el gobierno francés no podía ser considerado responsable de la decisión de un jurado. Il Messaggero alabó los periodistas franceses con tal honestidad y el sentido común bruscamente habían criticado el veredicto. Cuando la Presidentes del Consejo de Ministros del Reino de Italia a cargo, Francesco Crispi, se enteraron de que el jurado había absuelto a los acusados, dijo que "los jurados son similares en todos países!".